# The Night the Sun Came Up
The Night the Sun Came Up é o álbum de estreia da cantora e compositora norte-americana Dev. Foi lançado em 2 de setembro de 2011, por sua gravadora Universal Republic. A cantora trabalhou exclusivamente com a dupla americana, The Cataracs, que dirigiram e escreverem as canções do álbum inteiro junto com Dev. O processo de produção do álbum ocorreu em janeiro de 2011. Desde então, foi anunciado o lançamento do álbum nos Estados Unidos em 20 de setembro de 2011, mas devido à gravidez de Dev, a data de lançamento foi adiada para 10 de janeiro de 2012. Mas o álbum não foi lançado em janeiro, pois Dev queria colocar músicas novas na edição norte-americana. O site amazon.com anunciou que o álbum seria lançado em 27 de março de 2012 nos Estados Unidos.
O álbum recebeu revisões positivas. Os críticos musicais elogiaram a produção das canções e compararam a música à estilos de electropop, semelhantes ao da cantora Ke$ha e da cantora sueca de dance-pop, Robyn. A maioria das músicas do disco são inspiradas na história de vida de Dev ao longo dos últimos anos. "The Night the Sun Came Up" é principalmente um álbum de electropop e dance, que incorpora vários outros gêneros musicais como o dubstep, urban, eurodance e rock. O disco tambem aborda temas como sexo, festa, introspecção, amor e vida. O álbum atingiu baixas posições na parada musical da Austrália e da Irlanda. Mas ficou na 78ª posição no Reino Unido.
Os dois primeiros singles do álbum, "Bass Down Low" e "In the Dark" tiveram sucesso moderado em vários países. "Bass Down Low" atingiu à 10ª posição na parada musical da Inglaterra. Já, "In the Dark" conseguiu um sucesso maior na América do Norte, onde chegou à 11ª posição nos Estados Unidos e a 13ª no Canadá. Além de ter atingido a primeira posição na Eslováquia. Dev também fez uma canção em colaboração com Enrique Iglesias, intitulada "Naked", que será lançada na versão americana do álbum. Antes de lançar o "The Night the Sun Came Up" nos Estados Unidos, Dev vem trabalhando em vários videoclipes para ajudar na promoção do álbum no território americano. Já foi lançado os vídeos musicais para as canções "Dancing Shoes", "In My Trunk", "Take Her From You" e "Kiss My Lips".

## Antecedentes
A carreira musical de Dev começou quando ela gravou um cover da canção "Back to Black" da Amy Winehouse em resposta à nova namorada do seu ex-namorado. A canção foi colocada no MySpace e descoberta pela produção da dupla The Cataracs. Ela então assinou um contrato com a gravadora Indie-Pop. Sua primeira canção, "2nite", começou a ganhar destaque nas rádios, no canal de televisão MTVU e na parada musical da Billboard Airplay Dance. Em 2009, Dev se mudou para Los Angeles, para poder produzir as músicas junto com os The Cataracs e trabalhar diretamente com a sua gravadora, Indie Pop. Durante esse tempo, foram lançadas as canções "Booty Bounce" e "Fireball", na qual ambas ganharam um videoclipe.
Dev e The Cataracs também participaram da canção "Like a G6" do Far East Movement, que foi lançada em abril de 2010, e atingiu a 1ª posição nos Estados Unidos, o sucesso da canção fez com que Dev assinasse com a gravadora Universal Republic no mesmo mês.

## Lista de faixas
| Edição padrão  |                                    |                                                       |                |         |  |
| N.º            | Título                             | Compositor(es)                                        | Produtor(es)   | Duração |  |
| 1.             | "Getaway"                          | Niles Hollowell-Dhar, David Singer-Vine, Devin Tailes | The Cataracs   | 2:21    |  |
| 2.             | "In My Trunk"                      | Hollowell-Dhar, Singer-Vine, Tailes                   | The Cataracs   | 3:18    |  |
| 3.             | "Me"                               | Hollowell-Dhar, Singer-Vine, Tailes                   | The Cataracs   | 3:37    |  |
| 4.             | "Breathe"                          | Hollowell-Dhar, Tailes                                | The Cataracs   | 3:40    |  |
| 5.             | "Take Her From You"                | Hollowell-Dhar, Singer-Vine, Tailes                   | The Cataracs   | 3:26    |  |
| 6.             | "Lightspeed"                       | Hollowell-Dhar, Singer-Vine, Tailes                   | The Cataracs   | 4:00    |  |
| 7.             | "Dancing Shoes"                    | Hollowell-Dhar, Tailes                                | The Cataracs   | 5:03    |  |
| 8.             | "Perfect Match"                    | Hollowell-Dhar, Singer-Vine, Tailes                   | The Cataracs   | 3:19    |  |
| 9.             | "Bass Down Low" (com The Cataracs) | Hollowell-Dhar, Singer-Vine, Tailes                   | The Cataracs   | 3:30    |  |
| 10.            | "Kiss My Lips"                     | Hollowell-Dhar, Singer-Vine, Tailes                   | The Cataracs   | 3:27    |  |
| 11.            | "In the Dark"                      | Hollowell-Dhar, Singer-Vine, Tailes                   | The Cataracs   | 3:48    |  |
| 12.            | "Shadows"                          | Hollowell-Dhar, Tailes                                | The Cataracs   | 4:23    |  |
| Duração total: | Duração total:                     | Duração total:                                        | Duração total: | 43:43   |  |

| Edição digital norte-americana |                                |                                                       |                |         |  |
| N.º                            | Título                         | Compositor(es)                                        | Produtor(es)   | Duração |  |
| 1.                             | "Getaway"                      | Niles Hollowell-Dhar, David Singer-Vine, Devin Tailes | The Cataracs   | 2:21    |  |
| 2.                             | "In My Trunk"                  | Hollowell-Dhar, Singer-Vine, Tailes                   | The Cataracs   | 3:18    |  |
| 3.                             | "Me"                           | Hollowell-Dhar, Singer-Vine, Tailes                   | The Cataracs   | 3:37    |  |
| 4.                             | "Naked" (com Enrique Iglesias) | Tailes, Hollowell-Dhar, Iglesias                      |                | 3:58    |  |
| 5.                             | "Lightspeed"                   | Hollowell-Dhar, Singer-Vine, Tailes                   | The Cataracs   | 4:00    |  |
| 6.                             | "Breathe"                      | Hollowell-Dhar, Tailes                                | The Cataracs   | 3:40    |  |
| 7.                             | "Dancing Shoes"                | Hollowell-Dhar, Tailes                                | The Cataracs   | 5:03    |  |
| 8.                             | "Perfect Match"                | Hollowell-Dhar, Singer-Vine, Tailes                   | The Cataracs   | 3:19    |  |
| 9.                             | "In the Dark"                  | Hollowell-Dhar, Singer-Vine, Tailes                   | The Cataracs   | 3:48    |  |
| 10.                            | "Kiss My Lips" (com Fabolous)  | Hollowell-Dhar, Singer-Vine, Tailes                   | The Cataracs   | 3:51    |  |
| 11.                            | "Shadows"                      | Hollowell-Dhar, Tailes                                | The Cataracs   | 4:23    |  |
| Duração total:                 | Duração total:                 | Duração total:                                        | Duração total: | 43:43   |  |

| Edição britânica e faixas bônus da Amazon.com |                                          |                |         |  |
| N.º                                           | Título                                   | Compositor(es) | Duração |  |
| 13.                                           | "Bass Down Low" (Remix com Tinie Tempah) |                | 3:29    |  |
| 14.                                           | "In the Dark" (Remix com Flo Rida)       |                | 3:48    |  |
| Duração total:                                | Duração total:                           | Duração total: | 51:00   |  |

| Faixas bônus da iTunes Store britânica |                                           |                |              |         |  |
| N.º                                    | Título                                    | Compositor(es) | Produtor(es) | Duração |  |
| 15.                                    | "Killer"                                  |                | The Cataracs | 3:27    |  |
| 16.                                    | "Top of the World" (The Cataracs com Dev) |                | The Cataracs | 3:41    |  |
| 17.                                    | "Bass Down Low" (Vídeo musical)           |                |              | 3:39    |  |
| 18.                                    | "In the Dark" (Vídeo musical)             |                |              | 3:46    |  |

## Desempenho nas tabelas musicais

### Posições
| Tabelas musicais (2011-12)                | Melhor posição |
| ----------------------------------------- | -------------- |
| Canadá - Canadian Albums Chart            | 67             |
| Estados Unidos - Billboard 200            | 61             |
| Estados Unidos - Billboard Digital Albums | 14             |
| Estados Unidos - Dance/Electronic Albums  | 6              |
| Reino Unido - UK Albums Chart             | 136            |

## Histórico de lançamento
| Região         | Data                  | Formato              | Gravadora                          |
| -------------- | --------------------- | -------------------- | ---------------------------------- |
| Reino Unido    | 5 de setembro de 2011 | CD, Download digital | Universal Republic, Island Records |
| Irlanda        | 5 de setembro de 2011 | CD, Download digital | Universal Republic, Island Records |
| Austrália      | 28 de outubro de 2011 | CD, Download digital | Universal Republic, Island Records |
| Brasil         | 23 de março de 2012   | CD, Download digital | Universal Republic, Island Records |
| Estados Unidos | 27 de março de 2012   | CD, Download digital | Universal Republic, Island Records |